# Lajas de Tolé
Lajas de Tolé è un comune (corregimiento) della Repubblica di Panama situato nel distretto di Tolé, provincia di Chiriquí. Si estende su una superficie di 81,3 km² e conta una popolazione di 847 abitanti (censimento 2010).